# Estadio Temistocles Metz
El Estadio Temístocles Metz  es una infraestructura deportiva propiedad del estado Dominicano dedicado principalmente al deporte del béisbol. Situado en la ciudad de San Cristóbal, con capacidad para unas 5,577 personas. 
El estadio fue inaugurado en 1978 por el presidente Joaquín Balaguer con el nombre de "Estadio Municipal". Luego fue ampliado y acondicionado por el gobierno de Salvador Jorge Blanco para que sirviera de sede de los Caimanes del Sur. Los Caimanes jugaron desde la temporada 1983-84 (ausentándose en la 1986-87) hasta la 1988-89. Desde entonces el estadio se mantuvo en abandono hasta su remodelación en 2010.

## Historia
El 21 de enero de 2010 Iniciaron los Trabajos de Remodelación de este
estadio con un Gasto de 116 Millones de Pesos, se concluyó esta remodelación y se re-inauguró el 6 de junio de 2011 por el presidente Leonel Fernández.
La ejecución de dicha obra estuvo a cargo de la Oficina de Ingenieros Supervisores de Obras del Estado (OISOE), que dirige el Secretario de Estado, Ingeniero Luis Wilfredo Sifres Núñez.
La obra incluyó la rehabilitaron Total del Techado del Grand Stand y Toda la Estructura Metálica de Soporte de las áreas de Bleachers, Oficinas Administrativas, Palco Presidencial, Cabina de transmisión, Baños, Cafeterías, Boleterías, Salón de Reuniones, Graderías, Dogouts, Área de Gimnasio, Jardinería, Gradas con 5,480 butacas y Sistema de Regado y Mantenimiento de la Grama, Parqueo señalizado para 300 vehículos, Rehabilitación y mantenimiento de la 8 torres de iluminación y Colocación de 180 lámparas de 1,000 W.
Impermeabilización de techos, Verja Perimetral con 8 Puertas de entrada y Salida Pizarra Electrónica, Rehabilitación total del sistema eléctrico exterior e interior, Planta de Emergencia de 350 KVA - Transformador de 500KVA, Climatización de las áreas de oficinas, palco presidencial, Cabina de transmisión, palco A y B y salón de reuniones, Equipamiento de Oficinas, Sistema de bombeo compuesto por 2 bombas de 3 y 5 HP y tanque hidroneumático de 180 galones, Lockers y Asientos para Lockers en áreas de Vestidores de Jugadores, Bancos para jugadores en dogouts y Explanada frontal y Acera Perimetral en Hormigón Estampado.